# Малопольський шлях святого Якова

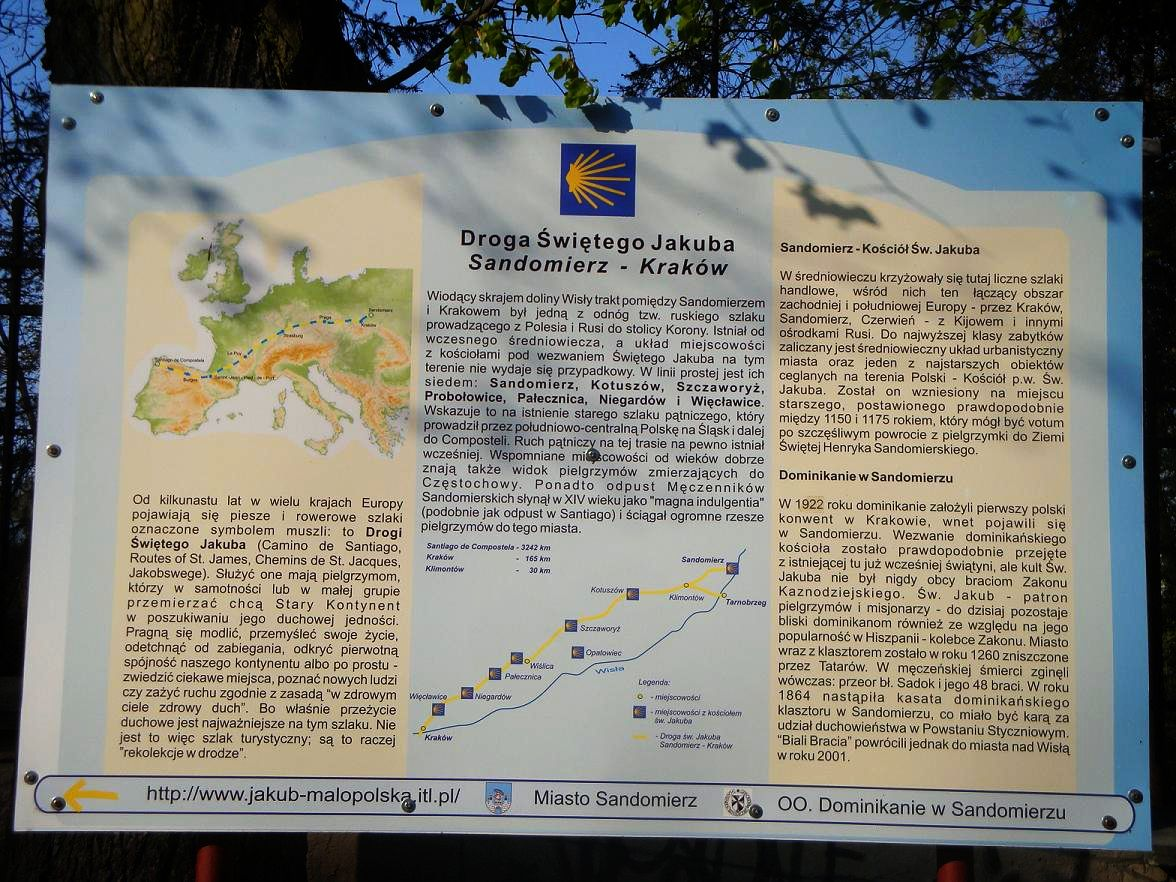
Інформаційний стенд біля Церкви святого Якова, Сандомир, Польща

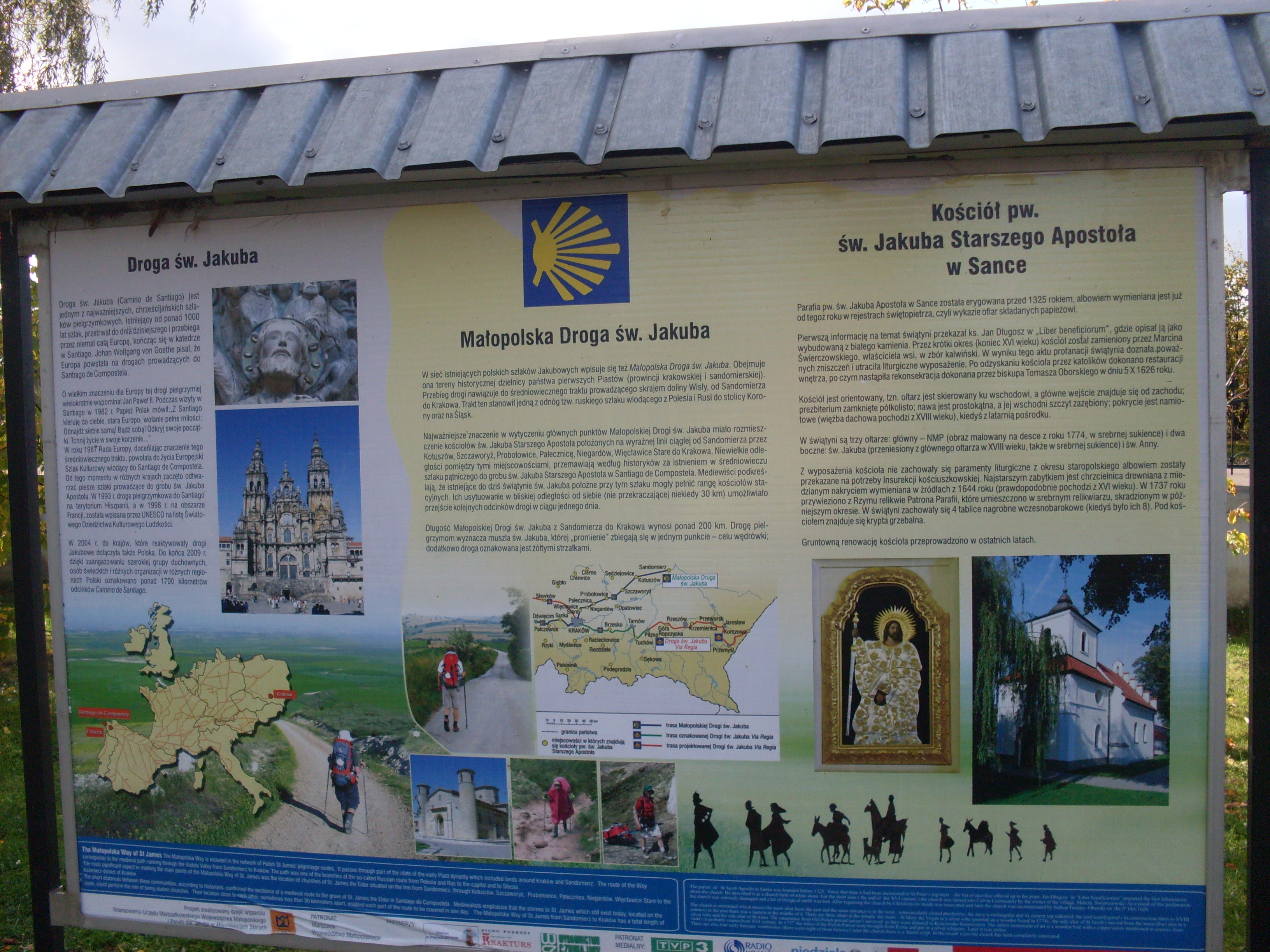
Інформаційний стенд

Малопольський шлях святого Якова — одна з польських частин глобального європейського велосипедно-пішохідного паломницько-туристичного маршруту. Малопольський шлях святого Якова починається і Сандомирі і закінчується і Кракові. В майбутньому планується перенести початок цього шляху у Люблін.
Малопольський шлях святого Якова, на відміну від інших відомих паломницьких центрів в Польщі, характеризується своєю неорганізованістю і стихійністю. Паломники, вирішуючи здійснити паломництво, самостійно вибирають зручні для себе час і групи. Паломники повинні враховувати, що їм доведеться нести свій багаж на собі і сподіватися на гостинність з боку місцевих жителів. Паломницький маршрут позначений відмітними знаками, що вказують напрямок на Захід, в сторону іспанського міста Сантьяго-де-Компостела. Ці знаки розташовані на відстані ста метрів один від одного.

## Маршрут

### Люблінська ділянка
Планується, що Малопольський шлях святого Якова буде починатися Любліні від церкви святого Якова. Наразі діє ділянка між містами Красник та Аннополь.

### Тарнобжезька ділянка

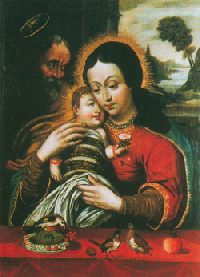
Тарнобжег, Домініканська церква, ікона Матері Божої Дзіковської

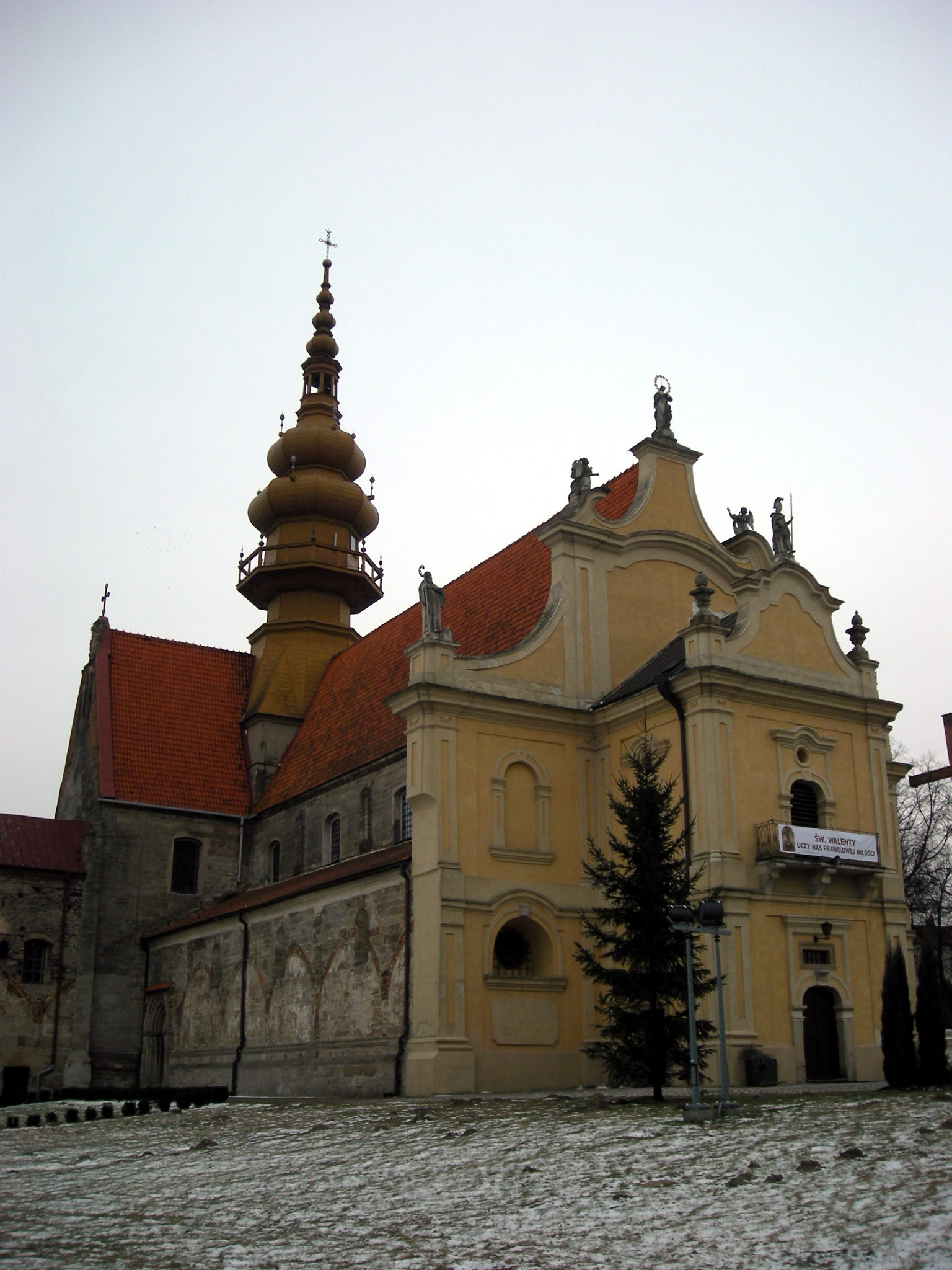
Копшивниця, церква святого Флоріана

Маршрут проходить через відомі історичні місця Польщі. Загальна тривалість Тарнобжезького відрізку становить 21 кілометр.
- Тарнобжег
  -  Старе місто
  -  Церква Успіння Пресвятої Богородиці в Тарнобжеге
  - по вулиці Костюшка
  - Пшивісле
  - вулиця Сокола
  - вулиця Вісляна
- Паром через Віслу
- Дорога № 758
- Чішица
- Блонє
- Копшивниця
  - Церква Пресвятої Діви Марії Вервиці
  - Церква святого Флоріана
  - вул. Флоріанська
- Бешице Гурне
- Сквіжова
- Суліславиці
  -  Санктурій Матері Божої Скорботної Misericordia Domini
  - Церква XII століття
- Базув
- Рибніца

### Етап I

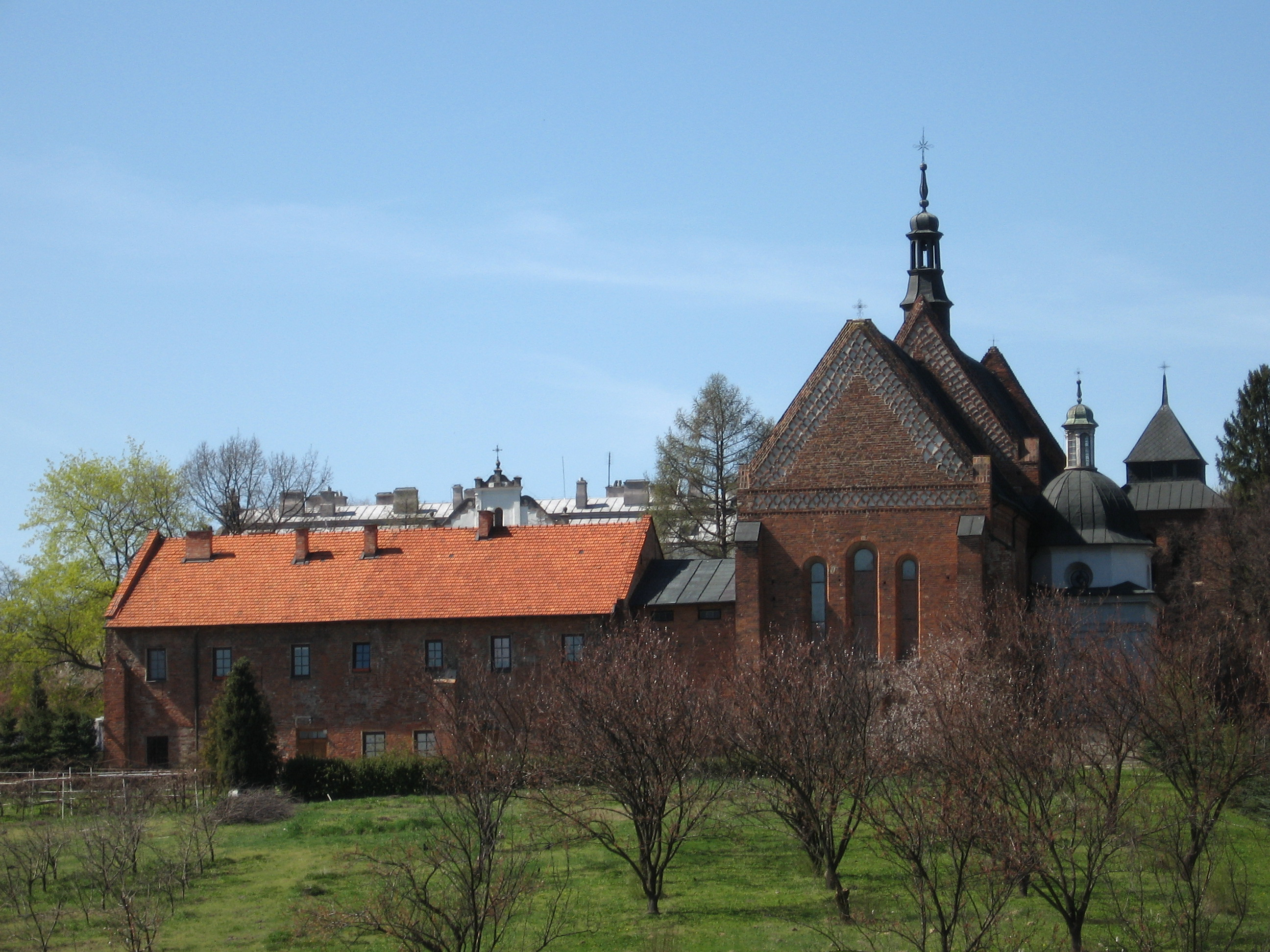
Церква святого Якова, Сандомир

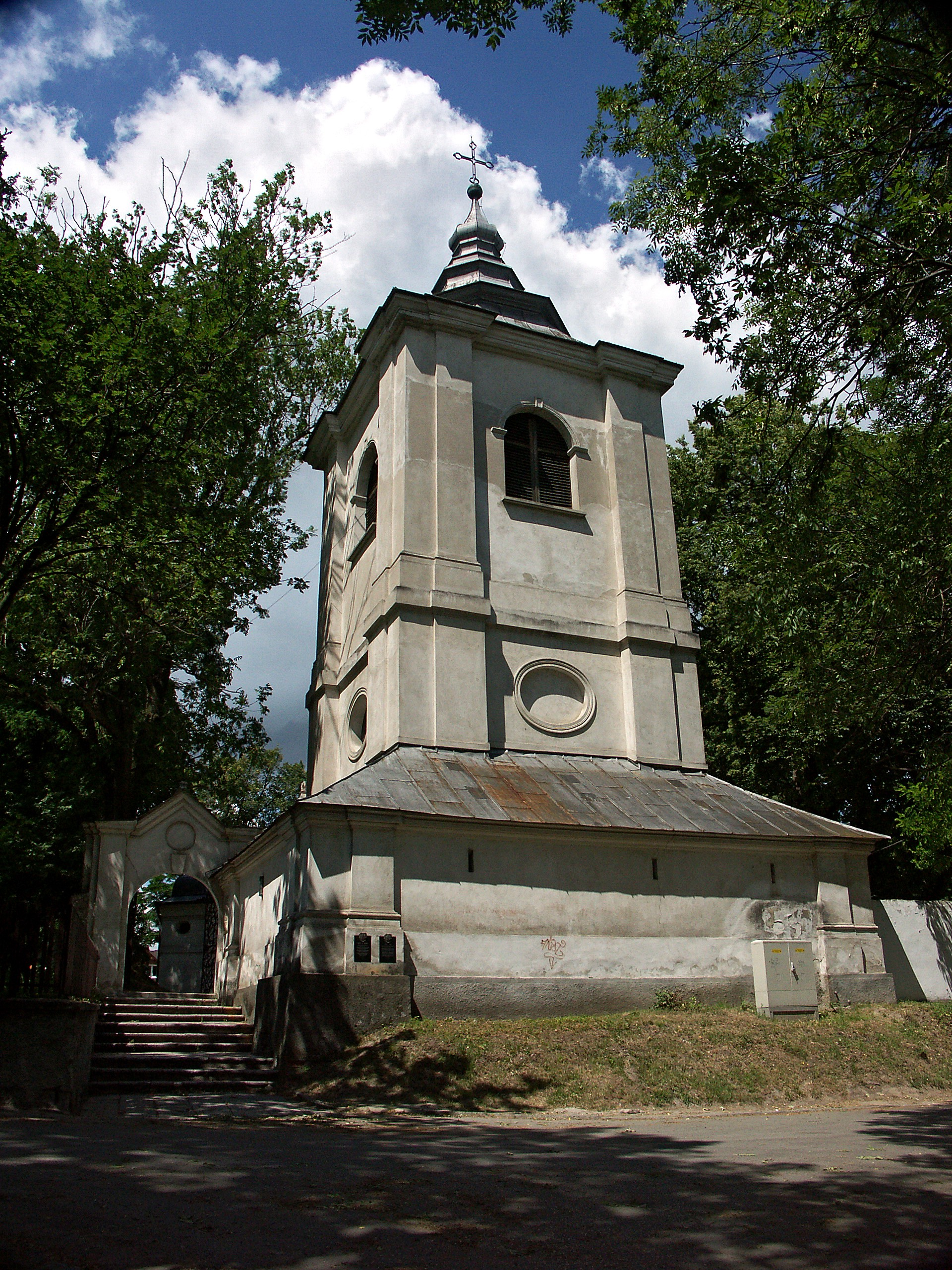
Костел навернення апостола Павла, Сандомир

Загальна довжина відрізка 28 км.
- Сандомир
  - Костел Святого Якова
  - вул. Старомеська (частини міста)
  - Костел навернення апостола Павла
  - вул. Рокітек
  - статуя святої Теклі
- Коберники
- Андрушковиці
- Мільчани
- Колонія Мільчани
- Колонія Злота
- Вєлогура
- Свєнтніки
  - Костел святого Ядвіги Сілезької
- Смєховіце
- Наславиці
- Кробєліце
- Оссолін
- Пенховец
- Пенхув
- Гміна Клімонтув
  -  Костел Пресвятої Діви Марії і святого Яцека
  -  Костел святого Йосипа

### Етап II
Довжина відрізку 37 км
- Шимановиці
- Наводзиці
  - Каплиця Матері Божої Королеви Польщі
- Рибніца
- Рибніца-Тракт Карського
- Смердина
  - Каплиця Урсули Ледуховської
- Чайкув Північний
- Чайкув Південний
  - Костел св. Варвари
- Вішньова
  - Костел Преображення Господнього і Святого Духа
- Вішньова Подуховна
- Штомбергі
- Поддембовец
- Новакувка
- Ясєнь
- Котушув
  - Костел Святого Якова

### Етап III
Довжина етапу 31 км.
- Шидлув
  - Костел святого Владислава
  - Костел всіх святих
  - руїни церкви і госпіталю Святого духа
- Стари Солець
- Каргув
  - Костел Божої Матері Ченстоховської
- Забоже
- Колачковиці
- Стжалкув
- Нова Весь
- Блонєц
- Щавориж
  -  Костел Святого Якова

### Етап IV
Довжина етапу 17 км.
- Скотнікі Дуже
- Баранув
- Добровода
  -  Костел Марії Магдалини
- Будзинь
- Поддебє
- Хотель Червони
  -  Костел святого Варфоломія
- Гориславіце
  -  Костел святого Лаврентія
- Віслиця
  -  Базиліка Різдва Діви Марії
  -  Церква святого Миколая

### Етап V
Довжина етапу 10 км.
- Конєцмости
- Юркув
  - Костел святої Терези Авільської
- Пелчиска
  - Костел святого Войцеха
- Проболовиці

### Етап VI
Довжина етапу 25 км.
- Ґміна Чарноцин
  - Костел Успіння Діви Марії
- Сєлец-Колонія
- Скальбмеж
  - Костел Івана Хрестителя
- Темпочув
  - Незвойовиці
- Палечніца
  - Костел святого Якова

### Наступні етапи
- Негардув
- Венцлавіце-Старе
- Краків